# Григор Беганов
Григор Георгиев Беганов, наречен още Бегански, е български революционер, деец и селски войвода на Вътрешната македонска революционна организация в Светиврачко.

## Биография
Григор Беганов е осъждан за убийство от Царския съд, въдворен на местожителство на 21 юни 1934 година в Татар Пазарджик, лежал в Горноджумайския окръжен затвор, активен член на ВМРО – Иван Михайлов, селски войвода, годен за терористични акции. На 12 март 1935 година Беганов е задържан в Горноджумайския затвор за предумишлено убийство /във връзка неговото активно участие в Неврокопска акция на ВМРО/ и на 20 юли 1935 годин е бил изпратен в Софийския централен затвор, откъдето на 21 ноември 1935 година с постановление Софийския областен съд го освобождават, понеже е оправдан.
Григор Беганов разказва за себе си следното: „През 1920 г. станах член на ВМРО и ме назначиха за местен войвода на селото и като такъв ме завари 19 май 1934 година, като тогава бях и интерниран. Като селски войвода взех участие в превземане и възстановяване на националната власт в град Разлог, който през 1923 г. бе превзет от комунистите – метежници. През 1925 г. също взех участие като такъв срещу нахлулите Пангалосови войски в Петричко - Петричкия инцидент. Не съм взел участие в отвличания и убийства, които се вършеха в онова време. От създаването на Организацията в нашето село съм назначен за селски войвода и като такъв съм се грижил за организирането на населението в нашето село. От Организацията ни бяха дали 15 пушки и 1 къртечница, аз се грижех оръжието да бъде в изправност. Всеки месец се правеше преглед на оръжието от бойния инструктор Борис Бунев. Аз имах пушка а освен това в моя дом пазех къртечницата. Същата престоя при мен от 1928 г. до 19 май 1934 г. Аз събрах всичкото оръжие в селото и го предадох на военните власти. Организационният архив не съм знаел къде се съхранява. От страна на Организацията познавам само Иван Михайлов, който минаваше през нашето село за да отиде на гроба на Тодор Александров. Войводи от Организацията ни бяха Мице Чегански и други, а напоследък околийски войводи бяха Кръстьо Маджаров и Коларов, на когото малкото име не зная. Четник никога не съм бил, а също така и от селото ни нямаше такива. Селото ни се състой само от 18 къщи.“
По време на така наречения Петрички инцидент през 1925 година Григор Беганов е запомнен с изключителната си храброст и смелост. Четата в която участва яростно отблъсква атаките на редовна гръцка армия. Григор Беганов и неговите другари не отстъпват и сантиметър българска земя на чуждия агресор. През месец март 1935 г. общински полицай в град Мелник арестува Григор Беганов за нарушаване на обществения ред и веднага се организира спонтанен митинг пред общината от 50-60 души в негова защита. Действието се развива в най-малкия български град и ни разкрива огромния авторитет на войводата Беганов сред населението.
Григор Беганов е убит на 3 - 4 остомври 1944 година на гръцка територия край Латрово, Демирхисарско, от български комунисти от Мелнишко. Местността е наречена от гърците „Скотомени“, преведено на български е „Изкормените“. Жертвите са били изкормвани с кесари (полусърп), оставени да се мъчат и не са били погребвани. Свидетели от местното население са виждали няколко дни след това хора с черва в ръцете, как агонизират. Жертвите са активисти на ВМРО и други партии от Светиврачко.

## Семейство
Полицейски сведения за семейството на Григор Беганов, починал баща: Георги Петров Беганов, починала майка: Катерина Георгиева, има брат Атанас. Григор Беганов е роден на 10.05.1891 г. в с. Кърланово, Светиврачко, живущ в с. Кърланово, Световрачко, българин, изт.православен, жива съпруга : Петра Танева, 3 деца от тях 3 живи - Георги 8 г., Митра 4 г., Велика 2 г., грамотен, господар земледелец, ръст 170 см. Григор Беганов е служил войник в Първи трудов набор, образование – 3 клас, правилно телосложение, среден ръст, продълговато лице, бял цвят на лицето, обикновено чело, кестеняви очи, правилен нос, малки уши, обикновена уста, бръсната брада, светлокестеняви вежди, светлокестенява коса, малки мустаци, прическа коса алаброз. В полицейско сведение за Григор Беганов с приложена негова снимка при интернирането му има посочени данни, които се разминават с посочените в Дирекция на полицията. Посочени са различни имена: Глигор Георги Беганов с прякор: Беганов и Бегански този проблем с различните дати на раждане и имена се среща при проучванията на дейци на ВМРО, това се прави с цел конспиративност, висок ръст, здрави зъби и 3 златни зъба, обло лице, обла глава, мургав цвят на лицето, дебел врат, телесни недостатъци – няма. Григор Беганов е интерниран като местен войвода. На същата дата Беганов декларира пред Дирекция на полицията, че в бъдеще няма да се занимава с никаква политическа легална или нелегална дейност, ще спазва строго нарежданията на властта, че му е известно, че освобождаването му от интерниране е временно, че при най-малката политическа проява или нарушение на наредбите на властта ще бъде наново интерниран.